# طفو الأجسام المرنة
طفو الأجسام المرنة هي ظاهرة يُسمح فيها للجسم، من خلال ثني مادة مرنة، بإزاحة كمية أكبر من السوائل من ما إذا كانت صلبة تمامًا. تترجَم هذه القدرة على إزاحة المزيد من السوائل مباشرة إلى القدرة على حمل أثقال أكبر، ما يمنح الهيكل المرن ميزة تفوق الهيكل الصلب.
تُستلهم فكرة دراسة آثار المرونة من الطبيعة، إذ تطورت بعض النباتات مثل الفلفل الأسود والحيوانات التي تعيش على سطح الماء للاستفادة من القدرة على حمل الأثقال التي تعطيها المرونة.

## التاريخ
جاء في عمل أرخميدس «الأجسام الطافية» مقولته المشهورة:
«يطفو أي جسم -مغمور كليًا أو جزئيًا في سائل- بقوة مساوية لوزن السائل الذي أزيح بواسطة الجسم»
كانت هذه الفكرة ذات ثقل كبير وأصبحت تشكل أساسًا لفهم سبب طفو الأجسام، إلا أنه من الأفضل تطبيقها على أجسام ذات مقياس طول مميز أكبر من الطول الشعري. ما أخفق أرشميدس في التنبؤ به هو تأثير التوتر السطحي وتأثيره على نطاقات صغيرة الطول.
وسعت الأعمال الحديثة -مثل أعمال كيلر- هذه المبادئ من خلال وضع دور قوى التوتر السطحي في الاعتبار في الأجسام المغمورة جزئيًا. أوضح كيلر، على سبيل المثال، تحليليًا أن وزن الماء الذي يزيحه التقوس يساوي المكون الرأسي لقوة التوتر السطحي.
مع ذلك، فإن دور المرونة وتأثيرها على قدرة حمل جسم ما هو ما حظي بالاهتمام حتى منتصف العقد الأول من القرن العشرين وما بعده. في دراسة أولية، درس فيلا الحمل الذي يمكن أن تدعمه عوامة تتكون من مجموعة من شرائح رقيقة صلبة. على وجه التحديد، قارن حالة الشرائط الفردية العائمة بحالة الشرائح المجمعة، حيث يتسبب الهيكل الكلي في اختفاء أجزاء من التقوس (وبالتالي، قوة التوتر السطحي الناتجة). عن طريق توسيع تحليله للنظر في نظام مشابه يتألف من شرائح رقيقة فيها شيء من الصلابة محدودة الانحناء، وُجد أن هذه الحالة الأخيرة كانت في الواقع قادرة على حمل أثقال أكبر.
كان تحليل حركة بق الماء المتزحلق على طول سطح الماء عملًا معروفًا في مجال الطفو المعزز بالتوتر السطحي. باستخدام فكرة الهياكل المرنة، أعاد جي وزملاؤه فحص هذه المشكلة عن طريق حساب مرونة ساق بق الماء المتزحلق. من خلال نمذجة الساق على أنها هيكل مرن يتغير شكله على سطح الماء، استطاع جي التأكد من النفع الإضافي الذي جلبته هذه المرونة في دعم الحشرة. فحصت دراسات أخرى -عن بق الماء المتزحلق- الطرقَ التي يمكن أن تؤثر المرونة عن طريقها خصائص الترطيب عند الساق.
كان هناك مسار آخر للبحث وهو استكشاف كيف يؤدي التفاعل بين السائل والجسم المرن إلى التغير الناتج. في أحد الأمثلة، وُسع هذا التحليل لشرح صعوبة غمر الشعر في سائل ما. تركز هذه الأعمال على السلوك قرب خط الاتصال، وتنظر في الدور الذي تلعبه التأثيرات غير الخطية مثل قوة الانزلاق.

## التفسير المادي للظواهر
في محلول سائل، يواجه أي جزيء سائل معين قوىً متماسكة قوية من الجزيئات المجاورة. في حين أن هذه القوى متوازنة في الحجم الأكبر، فإن الجزيئات الموجودة على سطح المحلول محاطة من جانب واحد بجزيئات الماء ومحاطة على الجانب الآخر بجزيئات الغاز. يؤدي عدم التوازن الناتج عن القوى المتماسكة على طول السطح إلى محصلة قوة شد نحو الجزء الأكبر، وهو ما يؤدي إلى ظهور ظاهرة التوتر السطحي.
عندما يوضع جسم كاره للماء ذو وزن w على سطح الماء، يبدأ وزنه في تشويه خط الماء. تعني طبيعة الجسم الكارهة للماء أن الماء سيحاول أن يقلل الاتصال بسبب تسوية الطاقة غير المفضلة التي تحدث بالترطيب. نتيجة لذلك، يحاول التوتر السطحي التراجع على خط المياه من أجل تقليل ملامسة الجسم الكاره للماء إلى أدنى حد والحفاظ على حالة الطاقة الأقل. هذا الفعل الذي يقوم به السطح كي يتراجع على المياه المنخفضة هو مصدر القوة الشعرية، التي تعمل بشكل مماس على طول خط الاتصال، فتؤدي إلى مكون في الاتجاه الرأسي. تقاوم هذه القوة الشعرية محاولة لزيادة الضغط على الجسم حتى يصل خط التماس إلى وضع عمودي يقع على بعد حوالي طولين شعريين تحت خط المياه غير المضطرب. بمجرد حدوث ذلك، ينهار التقوس ويغرق الجسم.
كلما زادت كمية السائل التي يقدر الجسم على إزاحتها، تزداد قدرته على التحمل. نتيجة لذلك، فإن المكسب النهائي من المرونة هو تحديد ما إذا كانت الصورة المنثنية تؤدي إلى زيادة حجم المياه المزاحة أم لا. عندما ينثني جسم مرن، فإنه يخترق سطح الماء أكثر ويزيد كمية السائل الكلية فوقه. ومع ذلك، تجبر عملية الانحناء هذه بالضرورة المقطع العرضي عند خط المياه على الانخفاض، ما يضيق عمود المياه المزاحة فوق الجسم؛ فنعرف ما إذا كان الانثناء مفيدًا أم لا في النهاية من خلال تسوية هذه العوامل.